# Козеський район
Ко́зеський район (ест. Kose rajoon, рос. Козеский район) — адміністративно-територіальна одиниця Естонської РСР з 26 вересня 1950 до 24 січня 1959 року.

## Географічні дані
Площа району станом на 1955 рік — 973 км2.
Адміністративний центр — поселення Козе.

## Історія
26 вересня 1950 року в процесі скасування в Естонській РСР повітового та волосного адміністративного поділу утворений Козеський сільський район, який безпосередньо підпорядковувався республіканським органам. До складу новоутвореного району ввійшли робітниче селище Кегра та 14 сільських рад: Аніяська, Кеграська, Пікваська, Ківілооська, Пенінґіська, Пікавереська, Козеська, Палвереська, Воозеська, Куренаська, Оруська, Алансіська, Ардуська, Киуська. Адміністративним центром визначено село Козе.
Після прийняття 3 травня 1952 року рішення про поділ Естонської РСР на три області Козеський район включений до складу Талліннської області. Проте вже 28 квітня 1953 року області в Естонській РСР були скасовані і в республіці знов повернулися до республіканського підпорядкування районів.
20 березня 1954 року відбулася зміна кордонів між районами Естонської РСР, зокрема Козеський район передав 2004 га Гар'юському району.
17 червня 1954 року розпочато в Естонській РСР укрупнення сільських рад, після чого в Козеському районі замість 14 залишилися 7 сільрад: Алансіська, Алавереська, Аніяська, Козеська, Куйвайиеська, Киуська та Пікавереська.
24 січня 1959 року Козеський район скасований, його територія поділена між Гар'юським районом (селище Кегра та Алавереська, Аніяська, Козеська, Куйвайиеська й Пікавереська сільські ради) та Раквереським районом (Алансіська й  Киуська сільські ради).

## Адміністративні одиниці
| Сільрада    | 1950 | 1954 | 1954 | 1959 |
| ----------- | ---- | ---- | ---- | ---- |
| Алавереська |      |      |      |      |
|             |      |      |      |      |
|             |      |      |      |      |
| Алансіська  |      |      |      |      |
|             |      |      |      |      |
|             |      |      |      |      |
| Аніяська    |      |      |      |      |
|             |      |      |      |      |
|             |      |      |      |      |
| Ардуська    |      |      |      |      |
|             |      |      |      |      |
|             |      |      |      |      |
| Воозеська   |      |      |      |      |
|             |      |      |      |      |
|             |      |      |      |      |
| Кеграська   |      |      |      |      |
|             |      |      |      |      |
|             |      |      |      |      |
| Киуська     |      |      |      |      |
|             |      |      |      |      |
|             |      |      |      |      |
| Ківілооська |      |      |      |      |
|             |      |      |      |      |
|             |      |      |      |      |

| Сільрада     | 1950 | 1954 | 1954 | 1959 |
| ------------ | ---- | ---- | ---- | ---- |
| Козеська     |      |      |      |      |
|              |      |      |      |      |
|              |      |      |      |      |
| Куйвайиеська |      |      |      |      |
|              |      |      |      |      |
|              |      |      |      |      |
| Куренаська   |      |      |      |      |
|              |      |      |      |      |
|              |      |      |      |      |
| Оруська      |      |      |      |      |
|              |      |      |      |      |
|              |      |      |      |      |
| Палвереська  |      |      |      |      |
|              |      |      |      |      |
|              |      |      |      |      |
| Пенінґіська  |      |      |      |      |
|              |      |      |      |      |
|              |      |      |      |      |
| Пікавереська |      |      |      |      |
|              |      |      |      |      |
|              |      |      |      |      |
| Пікваська    |      |      |      |      |
|              |      |      |      |      |
|              |      |      |      |      |

## Друкований орган
16 вересня 1951 року тричі на тиждень почала виходити газета «Sotsialistlik Küla» («Соціалістік Кюла», «Соціалістичне село»), друкований орган Козеського районного комітету комуністичної партії Естонії та Козеської районної ради депутатів трудящих. Останній номер газети вийшов 31 січня 1959 року.